# Усть-Пожег (Пермский край)
Усть-Пожег — упразднённый в 1958 году посёлок в Гайнском районе Пермского края. Входил в состав Усть-Черновского сельсовета.

## Географическое положение
Располагался в месте впадения реки Пожег в Весляну, в 57 км к северо-западу от районного центра пос. Гайны, в 6 км от пос. Пожег, в 7 км от пос. Серебрянка, в 21 км от пос. Оныл и в 13,5 км к северо-востоку от пос. Пельмин-Бор.

## История
Спецпосёлок Усть-Пожёг был основан в 1930 году, ликвидирован в 1958 году.